# Sylvie Testuz
Ne doit pas être confondu avec Sylvie Testud.
Sylvie Testuz est une nageuse française née le 4 juin 1959.
Elle est membre de l'équipe de France aux Jeux olympiques d'été de 1976 à Montréal, prenant part au relais 4×100 mètres quatre nages et au 100 mètres dos ; elle est dans les deux cas éliminée en séries.
Elle a été deux fois championne de France de natation sur 400 mètres quatre nages (hiver 1977, et hiver 1979), six fois championne de France de natation sur 100 mètres dos (hivers et étés 1976, 1977 et 1978) et cinq fois championne de France sur 200 mètres dos (été 1976, hiver et été 1977, été 1978 et hiver 1979).
Elle remporte aussi la médaille d'or du 100 mètres dos aux Jeux méditerranéens de 1975.
En club, elle a été licenciée au Stade français olympique Courbevoie.